# Мошко, Иван Григорьевич
Иван Григорьевич Мошко — советский хозяйственный, государственный и политический деятель.

## Биография
Родился в 1935 году в деревне Сыроежки. Член КПСС с 1958 года.
С 1962 года — на хозяйственной, общественной и политической работе. В 1962—1992 гг. — главный агроном Гродненского районного управления
сельского хозяйства, директор совхоза «Гродненский», начальник управления сельского хозяйства — заместитель председателя исполкома, председатель исполкома Островецкого районного Совета депутатов трудящихся, первый секретарь Щучинского райкома Компартии Беларуси, первый заместитель председателя исполкома Гродненского областного Совета народных депутатов, секретарь, второй секретарь Гродненского обкома Компартии Беларуси, заместитель председателя исполкома Гродненского областного Совета народных депутатов, начальник отдела маркетинга «Гроднонефтепродукта».
Избирался депутатом Верховного Совета Белорусской ССР 9-го, 11-го созыва, народным депутатом Беларуси (1990—1993). Делегат XXVI и XXVII съездов КПСС, XIX партконференции.
Живёт в Беларуси.